# Gennem Øresunds Is
Gennem Øresunds Is er en dansk dokumentarisk optagelse produceret af Nordisk Films Kompagni.
Filmen blev vist i Kosmorama i Aarhus i december 1917, i Fredericia i december 1918 og i Holstebro i september 1919.
Filmen er givetvis en optagelse af isbryderen "Væderens" sejlads d. 7. februar 1917, hvor havnedirektør Møller havde inviteret pressen samt repræsentanter for Københavns Havn og Trafikministeriet med ud på en tur "Gennem Øresunds Is".